# Christopher Smart
Christopher Smart (Shipbourne, 11 de abril de 1722 - Londres, 21 de mayo de 1771) fue un poeta inglés. Muy conocido en la capital inglesa, contribuyó en dos populares revistas de la época y mantuvo una amistad con íconos culturales como Samuel Johnson y Henry Fielding. Fue también anglicano de iglesia alta.
Infame bajo el pseudónimo «Mrs. Mary Midnight» y por los relatos esparcidos de su encierro en un hospital psiquiátrico a causa de su supuesta «manía religiosa», incluso después de salir de ese lugar le persiguió una reputación negativa pues era conocido por acumular más deudas de las que podía pagar. Esta circunstancia acabó por llevarle a su reclusión en una prisión de deudores hasta su muerte.
Sus dos trabajos más famosos, A Song to David y Jubilate Agno, los escribió en parte durante su confinamiento en el nosocomio. Sin embargo, esa última obra se publicó hasta 1939, mientras que la primera recibió críticas variadas al menos hasta el siglo XIX. Para sus contemporáneos era conocido por su participación en las revistas The Midwife y The Student, junto con sus poemas ganadores del premio Seatonian y su épica cómica The Hilliad. Pese a que se le reconoce principalmente como poeta religioso, sus trabajos abarcaron una variedad de temas, tales como sus teorías de la naturaleza y su promoción del nacionalismo inglés.

## Biografía

### Primeros años
Christopher Smart nació en la hacienda Fairlawn, en Shipbourne, Kent, Inglaterra, propiedad de William Vane, vizconde de Vane, hijo más joven de Christopher Vane, del Barnard Castle. De acuerdo con su sobrino, tenía una «constitución delicada al haber nacido antes del periodo natural». Bautizado en la parroquia de Wrotham el 11 de mayo de 1722, su padre, Peter Smart fue administrador o bailío de Fairlawne. Por otra parte, su madre fue Winifred Smart de la familia Griffith de Radnorshire, Gales.
Fue el tercer hijo de la pareja, después de Margaret y Mary Anne. Durante sus años de juventud, la hacienda fue residencia de Christopher Vane, primer barón de Barnard —y de Lady Barnard—, quien le legó a Smart doscientas libras. Recibió tal cantidad de dinero dada la cercanía de su padre con la familia Vane, pues incluso se le llamó Christopher por el barón de Barnard y era considerado el «orgullo de Fairlawn». No obstante, hay cierta controversia sobre la naturaleza específica de ese patrimonio. Aunque algunos están en desacuerdo con las razones de la herencia, no se han dado otras explicaciones. En 1726, tres años después de la muerte de Christopher Vane, su padre compró Hall-Place en East Barming, conformada por una mansión, campos, vergeles, jardines y bosques. Tal propiedad influyó en la vida posterior de Smart. Al pasar, de los cuatro a los once años, mucho tiempo en los cultivos, pero no tomar parte en ellos, se ha especulado que sufría de ataques de asma. Sin embargo, no todos los académicos coinciden en que tuvo una «juventud enfermiza». El único registro escrito de su infancia es de un poema corto que redactó, a los cuatro años, en el que desafía a un rival por el cariño de una chica de doce años.
Sus padres lo enviaron a la Maidstone Grammar School, donde le impartió clases Charles Walwyn, alumno del Eton College que consiguió una maestría del King's College (Cambridge) en 1696. Smart también recibió una profunda educación en latín y griego. Sin embargo, no completó sus estudios pues luego de la muerte de su padre, el 3 de febrero de 1733, su madre mudó la familia a Durham, cerca de unos parientes, luego de vender una gran porción de la finca para pagar las deudas de Peter.
Por tanto, asistió a la Durham School, dirigida por el reverendo Richard Dongworth. No se sabe si vivió con su tío, John Smart, o con algún maestro del colegio. Por otra parte, pasaba sus vacaciones en el Raby Castle, propiedad de Henry Vane, I conde de Darlington, sobrino de Christopher Vane. Los cuatro hijos de Henry y su esposa Grace —Henry, Frederick, Anne y Mary— eran solamente unos años más jóvenes que Smart, de quien fueron sus compañeros de juegos. Anne y Henry «formaban pareja» con Christopher y su hermana Margaret, respectivamente. Aunque no resultó en nada, tradicionalmente se ha dicho que Anne fue su «primer amor». Durante esas estadías, le dedicó muchos poemas a Henrietta, la duquesa de Cleveland. Su cercanía con la familia Vane y sus habilidades para el aprendizaje animaron a Henrietta a proveerle de una pensión de cuarenta libras anuales, continuada por su esposo luego de su muerte en 1742, que le permitió asistir al Pembroke College de Cambridge.

### Pembroke College

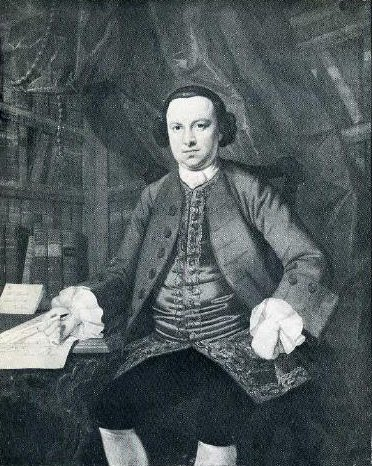
Retrato de Christopher Smart que le muestra con una carta de Alexander Pope.

El 20 de octubre de 1739, fue admitido en el Pembroke College como becario bajo la tutela de Leonard Addison. Pese a que no está clara la razón por la que escogió ese colegio, el nombre de su tutor se mencionaba en la escritura fiduciaria de su padre Peter Smart (1729). En tal posición, ocasionalmente debía servir en la «mesa de fellows» y cumplir con otras tareas domésticas. El 12 de julio del siguiente año, fue galardonado con la «beca de la Fundación del Dr. Watt», que le otorgaba seis libras anuales hasta que recibiera el grado en humanidades. Adicionalmente, percibía otra pensión de cuatro libras al año. Pese a tener éxito en lo académico, comenzó a acumular deudas para pagar su desmesurado estilo de vida. Durante su estadía en Pembroke sacó prestados numerosos libros sobre literatura, religión y ciencia, que le ayudaron al escribir los tres «Tripos Verse» al final de cada año.
Estos junto con otros poemas también escritos en latín, así como su traducción de la Ode on St. Cecilia's Day de Alexander Pope, le hicieron ganador de la beca Craven por los clásicos consistente en veinticinco libras durante catorce años. Por tales pensiones y por convertirse en fellow en 1743, se autonombró «erudito de la universidad». Ese mismo año, concluyó y pagó por la publicación de su traducción Ode on St. Cecilia's Day as Carmen Cl. Alexandri Pope in S. Caeciliam Latine Redditum. Con tal obra buscó el favor de Pope y que le permitiera igualmente traducir su Essay on Man. No obstante, el poeta rechazó la idea, aunque después de una respuesta epistolar y una posible reunión entre los dos, Smart tradujo en su lugar An Essay on Criticism (De Arte Critica). Para Christopher tuvo mucho valor la primera carta que recibió de Pope.
En este sentido, por esta misiva y su incipiente relación con el escritor los fellows de Pembroke le honraron con un retrato que le mostraba sosteniendo la epístola y le permitieron escribir un poema por la conmemoración de la fundación del colegio, probablemente celebrada el día de Año Nuevo de 1744. En octubre de 1745, fue elegido praelector de filosofía, con lo que percibía una libra al año y se le hizo uno de los tres «Keepers of the Common Chest» —que tenían la responsabilidad de manejar una suma de 420 libras de la que disponían los fellows—. El año siguiente, el 11 de febrero de 1746, alcanzó el máster en humanidades y, el 10 de octubre, se le eligió praelector de filosofía, praelector de retórica y «Keeper of the Common Chest». No obstante, había acumulado más deudas, que superaban más dos veces sus ingresos anuales, por lo que no fue reelecto en los cargos en 1747 y se le negó el control sobre las cuentas del «Common Chest». Sin embargo, sí se convirtió en «Concionatori Coram Praetore oppidano», con lo que debía pronunciar un sermón en la Fiesta de los Arcángeles, y por su modesta forma de vivir durante este año recuperó la posición de praelector de filosofía. También llegó a ser catequista, lo que sugiere que fue ordenado en la iglesia anglicana.
Aunque desde 1746 había sido tutor de John Hussey Delaval, esta tutela acabó abruptamente porque Delaval fue expulsado del Pembroke por infringir las reglas y tener un mal comportamiento. Por tanto, Smart retomó los estudios. En abril del año siguiente, en el salón del colegio se representó A Trip to Cambridge o The Grateful Fair, una comedia que escribió dos meses antes con múltiples personajes, incluidos papeles femeninos, interpretados por el propio Smart. El prólogo se imprimió en The Cambridge Journal Weekly Flying-Post, donde se afirmó que la obra recibió un «aplauso universal». Durante sus últimos años en Pembroke, redactó y publicó múltiples poemas. El 9 de enero de 1748, hubo tres propuestas de impresión por suscripción de «A Collection of Original Poems, By Christopher Smart, M.A., Fellow of Pembroke Hall, in the University of Cambridge», integrada por poemas como «The Hop Garden», «The Judgment of Midas, a Masque», sus odas y sus traducciones al latín, así como algunas poesías escritas en la misma lengua. El 17 de marzo, Thomas Gray se refirió a este trabajo como la «colección de odas» de Smart. No obstante, la colección no se imprimió en 1748, sino que se retrasó hasta 1752 y se renombró como «Poems on Several Occasions».
Entre 1740 y 1746, conoció a Harriot Pratt y le comenzó a escribir poemas. Tres años después, enamorado de ella, le escribió a su amigo Charles Burney —padre de Frances Burney—: «Estoy situado a una milla de mi Harriote [...] Hubo un gran estruendo musical en Cambridge, que fue muy admirado, pero yo no estaba allí, [estaba] mucho más complacido [escuchando a] mi Harriote con su espineta y órgano en su antigua mansión», lo que sugiere que Smart vivía permanentemente en Market Downham, Londres. Aunque le dedicó una variedad de poesías a su amada, en su obra «The Lass with the Golden Locks» (1752) se decía harto de Harriot, Polly y otras mujeres. Anna Maria Carnan, la «chica de los mechones dorados» que reemplazó a sus anteriores pretendientes y que acabaría por convertirse en su esposa, era hijastra de John Newbery, su futuro editor.

### Londres
En 1749, Smart dejó el Pembroke College, aunque regresó ocasionalmente a lo largo de ese y el año siguiente. No obstante, por su relación con las personas del colegio, se le permitió conservar su nombre en los registros con lo que pudo participar y figurar como miembro. Para 1750, residía cerca del St. James's Park y se mantenía ocupado familiarizándose con la Grub Street. Ese año, también desarrolló una relación de negocios con John Newbery, con cuya hijastra se casó en el verano de 1752 en la Iglesia de Santa Bride. Se desconoce, sin embargo, cómo Smart y Newbery se conocieron, pero la hija de Christopher aseguró que Charles Burney los presentó. Además, Newbery buscaba alguien que contribuyera en sus revistas The Midwife y The Student; es posible que el editor se viera atraído por las habilidades poéticas de Smart cuando ganó el premio Seatonian de Cambridge el 25 de marzo de 1750.
Tal galardón, establecido por Thomas Seaton —antiguo fellow del Clare College—, premiaba cada año a un poema en inglés sobre las «perfecciones o atributos del Ser Supremo» y consistía en diecisiete libras anuales, aunque siete se destinaban a la publicación de la obra, Smart escribió en la tradición del «ensayo poético» utilizando el verso blanco miltoniano. Su poesía ganadora ese año fue «On the Eternity of the Supreme Being» y después de su publicación se convirtió en colaborador regular de The Student. La revista presentaba algunos poemas y ensayos críticos. Empero, después de la adición de Smart —que comenzó a escribir bajo varios seudónimos—, se colmó de sátiras, parodias, ensayos cómicos y poemas. Junto con quince escritos y la mayoría de las poesías publicadas en los dos volúmenes de la revista, Christopher decidió adjuntar tres números de The Inspector —«informes noticiosos cómicos»— en el segundo de los ejemplares.
Estos reportajes incluían muchos «artículos periodísticos elogiosos» que promocionaban los trabajos de Smart y varios de los escritos por sus amigos y socios, como Henry Fielding, Samuel Johnson, William Collins y Tobias Smollett. En este periodo, también redactó y actuó su «Mother Midnight's Oratory», una serie de «entretenimientos de taberna salvaje».

### The Midwife

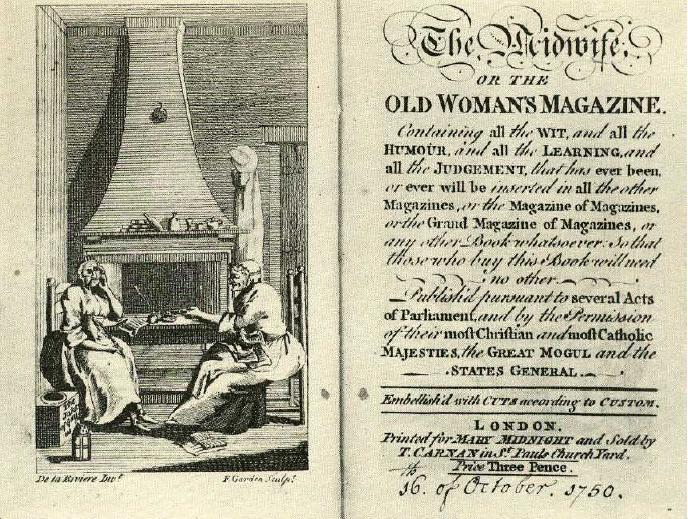
Portada de The Midwife.

The Midwife, publicada por vez primera el 16 de octubre de 1751 y hasta abril de 1753, la produjo mientras laboraba en The Student. La revista fue tan popular que se editó en cuatro ejemplares. Sin embargo, para ocultar su identidad por razones prácticas y humorísticas, adoptó el personaje de una partera llamada «Mrs. Mary Midnight», aunque conocida en sentido argótico como «Mrs. Midwife».
Cuando en Kapelion, or Poetical Ordinary William Kenrick atacó su poema «Night Piece», probablemente como parte de un ardid publicitario preacordado, usó The Midwife en diciembre de 1750 para responderle y prometer que Old Woman's Dunciad sería escrita en su contra. No obstante, Kenrick se le adelantó y publicó su propia obra con el mismo título en enero de 1751. La riña continuó con unos cuantos números más de The Midwife, pero acabó pronto cuando Smart centró su atención en escribir un prólogo y un epílogo para una producción de Otelo que promocionó con su revista.
Lentamente dejó de atender The Midwife cuando escribió y ganó nuevamente el premio Seatonian con su «On the Immensity of the Supreme Being». Además, empezó a trabajar en la nueva revista infantil de Newbery, The Lilliputian Magazine. Empero, sí retomó su personaje cuando estableció su The Old Woman's Oratory; or Henley in Petticoats en diciembre de 1751. El oratorio, en el que actuaba —como «Mrs. Midnight»— varias canciones, bailes, actos con animales y «misceláneos», fue un éxito y se rehízo el 21 de enero de 1752. Sin embargo, no todos disfrutaron de la obra; Horace Walpole la consideró «la más baja payasada en el mundo, incluso para mí, que estoy acostumbrado a mi tío Horace». Más tarde ese año, Smart acabó y publicó su colección Poems on Several Occasions, que resultó en la terminación del oratorio y de The Midwife.

### Carrera posterior

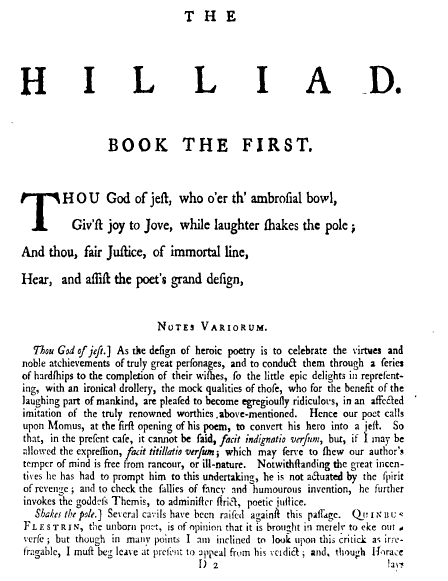
Primera página de The Hilliad.

En 1752, poco a poco se introdujo en una «guerra de periódicos» que involucró a varios escritores londinenses. John Hill atacó su poesía luego de que se publicara, en junio de ese año, su Poems on Several Occasions, a lo que Smart respondió con su poema heroico-cómico, The Hilliad. Sin embargo, ya desde antes de la publicación, Hill emprendió una gran batalla literaria con algunos miembros de la Grub Street y de la comunidad de escritores de Londres, especialmente con Henry Fielding. Tal conflicto pudo haber sido motivado por fines publicitarios y duró varios meses hasta que Smart se involucró. No obstante, pese a su tardía implicación, The Hilliad fue la «andanada más ruidosa» de la disputa.
Casado con Anna María Carnan, en 1754 tuvieron dos hijas: Marianne —nacida el 3 de mayo de 1753— y Elizabeth Anne —nacida el 27 de octubre de 1754—. Smart acumuló muchas deudas, por lo que empezó a publicar lo más que pudo durante este periodo para ayudar a su familia. En este sentido, al ser hombre desposado no pudo seguir registrado en Pembroke y, cuando los encargados tuvieron conocimiento de su pareja e hijas, ya no tuvo acceso al dinero de sus becas. Newbery le permitió vivir con junto con familia en Canonbury House, Islington. Sin embargo, aunque el editor tenía una reputación caritativa, estaba decidido a tener el control sobre sus escritores. Esa actitud, junto con problemas monetarios, condujeron a una ruptura en sus relaciones en 1753.
Se desconoce si recibió dinero por cada una de sus publicaciones en este periodo. No obstante, en conjunto podrían haber proporcionado ingresos suficientes para mantener a su familia, incluso considerando su nivel de vida. Pese a redactar poemas cada año para el premio Seatonian, tales obras supusieron una reducida cantidad en su total de escritos; se vio forzado a una vida de «trabajo duro», descrita por su contemporáneo Arthur Murphy como «un vendedor de libros como su único amigo, pero para ese librero, por liberal que fuera, debía esforzarse y trabajar como esclavo». En diciembre de 1755, terminó su The Works of Horace, Translated Literally into English Prose, traducción de obras Horacio, ampliamente utilizada pero con pocas ganancias.
Previamente, en noviembre de ese año, había firmado un acuerdo de 99 años para producir una publicación periódica denominada The Universal Visitor or Monthly Memorialist para Thomas Gardner y Edmund Allen. Empero el estrés que le causó le provocó un ataque, que le impidió continuar con el trabajo. Por esta razón, Samuel Johnson y otros amigos de Smart participaron en la revista para ayudarle a conservar su contrato. En marzo de 1756, Newberry publicó sin su autorización su poema final para el premio Seatonian, On the Goodness of the Supreme Being, e hizo lo mismo con Hymn to the Supreme Being el 5 de junio. En esa poesía, Smart le agradecía a Dios por recuperarse de algún tipo de enfermedad, posiblemente un «estado mental trastornado». Ese último trabajo marcó el punto de su vida en el que se resolvió su misterioso «ataque» y cuando iniciaron su obsesión religiosa y sus «incesantes» plegarias.

### Confinamiento
Gracias a una «Comisión de Demencia» se le ingresó en el St Luke's Hospital for Lunatics el 6 de mayo de 1757 como un «paciente curable». Posiblemente su confinamiento obedeció a sus viejas deudas con Newbery, así como la mala relación entre los dos; el editor con anterioridad ya se había burlado de él en su A Collection of Pretty Poems for the Amusement of Children six Foot High. Pese a las verdaderas razones, hay evidencia de que su entrada en el hospital no estuvo causada por la «demencia». Sin embargo, en su propia narración en Jubilate Agno habla de un incidente en St. James's Park en el que comenzó a orar en voz alta hasta que «encaminó a toda la sociedad». Aunque se desconoce con exactitud lo que sucedió durante su confinamiento, trabajó en dos de sus poemas más famosos, Jubilate Agno y A Song to David. También se sabe que podría haber pasado un tiempo en un manicomio privado antes que en St Luke's, lugar del que fue trasladado después al frenopático de Mr. Potter hasta su liberación. Sin embargo, en St Luke's pasó de «curable» a «incurable» y se movió a este último lugar por motivos monetarios.
En este periodo, en el que su esposa Anna se mudó con sus hijas a Irlanda, se enfocó en su poesía religiosa, aunque dejó los géneros tradicionales del siglo XVIII propios de sus obras previas a Jubilate Agno. Se ha debatido sobre si la autoexaminación que practica en su poesía representa algún tipo de cristianismo evangélico; para Hawes sus trabajos muestran un deseo de «revelación sin mediación» e igualmente, asegura que hay una «luz interior» que le conecta con el dios cristiano y que funge como su punto focal y el de sus trabajos. Posiblemente también se haya sentido como un «vagabundo», en un «limbo [...] entre el espacio público y privado». En Londres solamente se seguían publicando unas cuantas de sus obras. En este sentido, uno de sus mayores defensores —y promotores de su trabajo— fue William Toldervy. Su confinamiento terminó el 30 de enero de 1763, aunque podría tratarse de un dato erróno. Al respecto, su hija Elizabeth aseguró: «Mejoró, y algunos amigos que malinterpretaron la gran bondad del señor Newbery de colocarlo en una restricción necesaria y beneficiosa, que pudo haber finalmente acarreado una cura, le invitaron a un cena y ya no regresó a su confinamiento».

### Últimos años
El 6 de abril de 1763, se imprimió A Song to David junto con la propuesta de una nueva traducción de los salmos. Se dice que Smart redactó su obra en el segundo periodo de su confinamiento durante un episodio de manía religiosa. Fue recibido con dureza, aunque posiblemente se trataron de ataques velados en su contra por su reciente liberación. No obstante, Kenrick, su antiguo rival, elogió su poema en uno de sus propios trabajos impreso el 25 de mayo de ese año. Igualmente, John Lockman y Samuel Boyce hicieron lo propio el 21 de junio y el 15 de julio siguientes, respectivamente. Por su parte, Smart respondió a sus críticos en el Critical Review, que contestó asegurando que «ya no diría más sobre el señor Smart».
Después de este poema, trató de publicar una colección de traducciones de los salmos, pero Newbery buscó arruinarlo al contratar a James Merrick para que produjera sus propias versiones. También empleó a James Fletcher, el nuevo editor de Smart, que se vio forzado a encontrar uno nuevo, lo que retrasó la impresión de sus salmos. En última instancia, el 12 de agosto de 1765, se publicó su A Translation of the Psalms of David, que incluyó Hymns and Spiritual Songs y una segunda edición de A Song to David. Tobias Smollett, que en ese entonces trabajaba con Newbery, criticó esta obra. En este sentido, la edición de Merrick —publicada por el propio Newbery— se comparó constantemente con la de Smart. Sin embargo, las reseñas más modernas vieron la versión de Smart desde una perspectiva más favorable. Al mismo tiempo que trabajaba en los salmos, también producía su traducción de Fedro y de versos de Horacio. Esta última se publicó en julio de 1767 con un prefacio en el que atacó a Newbery que, sin embargo, murió poco después.
Sus deudas condujeron a su arresto el 20 de abril de 1770. El 11 de enero del año siguiente, fue juzgado por Lord Mansfield y se recomendó su reclusión en la King's Bench Prison. Obtuvo, sin embargo, cierta libertad que le procuraron algunas amistades. De acuerdo con Rizzo, aunque pacíficas, sus últimas semanas habrían sido lastimosas. En la última carta que redactó, Smart le pidió dinero a un señor Jackson: «Al estar en recuperación de un ataque de enfermedad y sin nada que comer, le ruego me envíe dos o tres chelines que, si Dios quiere, le devolveré, con mucho agradecimiento, en dos o tres días». Murió el 20 de mayo de 1771, víctima de insuficiencia hepática o neumonía, poco después de completar su obra final, Hymns, for the Amusement of Children.

### Muerte
Luego de su muerte, su sobrino Christopher Hunter escribió: «Confío en que ahora esté en paz». Por su parte, Frances Burney indicó:

Ahora [que] hablo de autores, déjenme hacer un pequeño tributo de lamento y preocupación a la memoria del pobre señor Smart, fallecido recientemente en la King's Bench Prison; un hombre dotado por naturaleza de talentos, ingenio y viveza, en un grado eminente. Y cuya infeliz pérdida del sentido fue un infortunio tanto público como privado. Nunca lo conocí en su gloria, pero siempre lo respeté en su deterioro, [a partir] de las buenas pruebas que dejó de sus mejores días y de lo que he escuchado de la juventud de mi padre, su entonces íntimo compañero [y en los siguientes años] su amigo más activo y generoso [...] No dudo que su intelecto, tan cruelmente alterado, afectó toda su conducta.

El 22 de mayo de 1771, un jurado de doce reclusos del King's Bench Prison declararon que Smart «el vigésimo día de mayo tuvo una muerte natural instantánea». Seis días después fue enterrado en la iglesia de St. Gregory by St. Paul's.

## Temas literarios y estilo
Smart fue motivo de menciones ocasionales por parte de críticos y académicos después de su muerte, especialmente de Robert Browning. Sin embargo, los análisis y comentarios sobre sus obras incrementaron considerablemente después del «descubrimiento» de Jubilate Agno en 1939.

## Obras
Smart publicó diversas obras a lo largo de su carrera, como:
- Poems on Several Occasions (1752)
- The Hilliad (1753)
- A Song to David (1763)
- Hymns for the Amusement of Children (1770)

Sin embargo, para Chevalier y Wild la publicación en 1939 —editada por William Force Stead— de Jubilate Agno acabó por sustituir a A Song to David como su obra más conocida. No obstante, los autores sostienen que al erróneamente asegurar que el poema se escribió «en Bedlam» se forzó a los lectores a ignorar el resto de sus trabajos como «intrascendentes». Tal trabajo, Benjamin Britten lo adaptó para su cantata Rejoice in the Lamb. También se le acredita A Defence of Freemasonry (1765), respuesta del Ahiman Rezon de Laurence Dermott. Aunque no hay atribución directa en la portada del trabajo, desde su publicación se ha considerado obra suya e incluso incluye un poema que también se cree que es de él.